# Eren Dinkçi
Eren Dinkçi, né le 13 décembre 2001 à Brême en Allemagne, est un footballeur allemand qui évolue au poste d'ailier droit au SC Fribourg.

## Biographie

### En club
Né à Brême en Allemagne, Eren Dinkçi commence le football au SC Borgfeld avant d'être formé par le club de sa ville natale, le Werder Brême, qu'il rejoint en 2019.
Le 19 décembre 2020, Dinkçi joue son premier match en professionnel, lors d'une rencontre de Bundesliga face au 1. FSV Mayence 05. Il entre en jeu à la place de Romano Schmid et se fait remarquer en inscrivant également son premier but, permettant ainsi à son équipe de s'imposer (0-1 score final),.
Le 4 avril 2022, Dinkçi prolonge son contrat avec le Werder Brême.
Le 30 juin 2023, Eren Dinkçi est prêté pour une saison au FC Heidenheim, club venant tout juste d'être promu en première division.
Dinkçi se fait remarquer dès son premier match pour le FC Heidenheim, le 13 août 2023, lors d'une rencontre de coupe d'Allemagne face au Rostocker FC 1895 en marquant son premier but et en délivrant une passe décisive pour Tim Kleindienst, contribuant à la victoire de son équipe (0-8 score final).

### En sélection
Eren Dinkçi représente l'équipe d'Allemagne des moins de 20 ans. Il joue un total de trois matchs, tous en 2020.

## Palmarès

### En club
Werder Brême
- Championnat d'Allemagne D2
  - Vice-champion : 2022